# بادامو (سیرجان)
بادامو یک منطقهٔ مسکونی در ایران است که در شهرستان سیرجان واقع شده‌است.